# Magalí Chavero
Magalí Anahí Chavero (Córdoba, Provincia de Córdoba, Argentina; 6 de julio de 2003) es una futbolista argentina. Juega de arquera en Talleres de la Primera División B de Argentina.

## Trayectoria
Comenzó su carrera en Talleres, donde jugó tres años, entre 2018 y 2020. Entre 2021 y 2022 fue parte de Deportivo Español. En 2022 arriba a Ferro y permaneció 2 años con las Verdes hasta 2024.
En enero de 2024 se anuncia su retorno a Talleres. Con Las Matadoras logra el ascenso a Primera División de forma invicta. Para su primera temporada en la máxima categoría, se convierte en una de las primeras jugadoras en la historia del club en firmar un contrato profesional.

## Estadísticas

### Clubes
| Club               | País      | Año             |
| ------------------ | --------- | --------------- |
| Talleres           | Argentina | 2020 - 2021     |
| Ferro Carril Oeste | Argentina | 2021 - 2022     |
| Deportivo Español  | Argentina | 2022 - 2024     |
| Talleres           | Argentina | 2024 - presente |

## Selección nacional
Fue convocada a la Selección absoluta de Argentina en 2021 con 18 años. También formó parte de las juveniles Sub-20 y Sub-17.